# Sl(2,C)
In der Mathematik ist die Lie-Algebra {\displaystyle {\mathfrak {sl}}(2,\mathbb {C} )} der Prototyp einer komplexen einfachen Lie-Algebra. Die {\displaystyle {\mathfrak {sl}}(2,\mathbb {C} )} ist eine dreidimensionale, komplexe, einfache Lie-Algebra. Durch diese Eigenschaften ist sie als Lie-Algebra bereits eindeutig identifiziert.
Die {\displaystyle {\mathfrak {sl}}(2,\mathbb {C} )} ist die dreidimensionale Lie-Algebra der speziellen linearen Gruppe {\displaystyle SL(2,\mathbb {C} )}. Sie ist über dem komplexen Zahlenkörper {\displaystyle \mathbb {C} } definiert und hat zwei reelle Formen, die Lie-Algebra {\displaystyle {\mathfrak {su}}(2)} und die Lie-Algebra {\displaystyle {\mathfrak {sl}}(2,\mathbb {R} )}.
Die Gruppe {\displaystyle SL(2,\mathbb {C} )} spielt insbesondere in der Speziellen Relativitätstheorie eine Rolle, da sie die einfach zusammenhängende Überlagerung der eigentlichen orthochronen Lorentztransformationen {\displaystyle SO_{0}(3,1)} ist.

## Kommutator-Relationen
Wir betrachten den durch die Basis x, y, h aufgespannten Vektorraum {\displaystyle g=\langle \{x,y,h\}\rangle _{\mathbb {C} }}. Die {\displaystyle {\mathfrak {sl}}(2,\mathbb {C} )} ist dann festgelegt durch folgende Kommutator-Relationen:
{\displaystyle [x,y]=h,\quad [h,x]=2x,\quad [h,y]=-2y}
Eine häufig verwendete Realisierung erfolgt durch folgende spurlose 2×2-Matrizen:
{\displaystyle x={\begin{pmatrix}0&1\\0&0\end{pmatrix}},\quad y={\begin{pmatrix}0&0\\1&0\end{pmatrix}},\quad h={\begin{pmatrix}1&0\\0&-1\end{pmatrix}}}

## Alternative Realisierung durch das Kreuzprodukt
Durch die Definition des Kreuzproduktes in {\displaystyle \mathbb {C} ^{3}} und der folgenden Vektoren
{\displaystyle x=(1,\mathrm {i} ,0),\quad y=(-1,\mathrm {i} ,0),\quad h=(0,0,2\mathrm {i} )}
ergibt sich die gleiche Algebra:
{\displaystyle x\times y=h,\quad h\times x=2x,\quad h\times y=-2y}

## Eigenschaften
{\displaystyle {\mathfrak {sl}}(2,\mathbb {C} )} ist eine einfache (insbesondere halbeinfache) Lie-Algebra.
Beweis: Sei {\displaystyle {\mathfrak {a}}} ein nichttriviales Ideal in {\displaystyle {\mathfrak {sl}}(2,\mathbb {C} )} und sei {\displaystyle ax+bh+cy\in {\mathfrak {a}}\setminus 0} mit {\displaystyle a,b,c\in \mathbb {C} }. Wenn {\displaystyle a=c=0}, dann {\displaystyle h\in {\mathfrak {a}}}, damit {\displaystyle 2x=\left[h,x\right]\in {\mathfrak {a}}} und {\displaystyle 2y=\left[h,y\right]\in {\mathfrak {a}}}, also {\displaystyle {\mathfrak {a}}={\mathfrak {sl}}(2,\mathbb {C} )}. Also können wir {\displaystyle a\not =0} oder {\displaystyle c\not =0} annehmen, o. B. d. A {\displaystyle a\not =0}. Aus {\displaystyle \left[y,\left[y,ax+bh+cy\right]\right]=\left[y,-ah+2by\right]=-2ay} folgt dann {\displaystyle y\in {\mathfrak {a}}} und damit auch {\displaystyle h=\left[x,y\right]\in {\mathfrak {a}}}, also wieder {\displaystyle {\mathfrak {a}}={\mathfrak {sl}}(2,\mathbb {C} )}.

## Struktur der Lie-Algebra sl(2,C)

### Killing-Form
Die Killing-Form von {\displaystyle {\mathfrak {sl}}(2,\mathbb {C} )} lässt sich explizit durch die Formel
{\displaystyle B(v,w)=4\,\operatorname {Spur} (vw)}
berechnen, es ist also
{\displaystyle B(x,x)=B(y,y)=0,\ B(h,h)=8}
{\displaystyle B(x,y)=4,\ B(x,h)=B(y,h)=0.}

### Cartan-Involution
Eine maximal kompakte Untergruppe der Lie-Gruppe {\displaystyle SL(2,\mathbb {C} )} ist {\displaystyle K=SU(2)}, ihre Lie-Algebra {\displaystyle {\mathfrak {k}}={\mathfrak {su}}(2)} wird von {\displaystyle i(x+y),\ x-y} und {\displaystyle ih} aufgespannt.
Eine Cartan-Involution von {\displaystyle {\mathfrak {sl}}(2,\mathbb {C} )} ist gegeben durch
{\displaystyle \theta (A)=-{\overline {A}}^{T}}.
{\displaystyle {\mathfrak {k}}={\mathfrak {su}}(2)} ist ihr Eigenraum zum Eigenwert {\displaystyle 1}. Man erhält die Cartan-Zerlegung
{\displaystyle {\mathfrak {sl}}(2,\mathbb {C} )={\mathfrak {k}}\oplus {\mathfrak {p}}},
wobei {\displaystyle {\mathfrak {p}}=\left\{A\in {\mathfrak {sl}}(2,\mathbb {C} ):A={\overline {A}}^{T}\right\}} der Eigenraum zum Eigenwert {\displaystyle -1} ist.

### Iwasawa-Zerlegung
Eine Iwasawa-Zerlegung von {\displaystyle {\mathfrak {sl}}(2,\mathbb {C} )} ist
{\displaystyle {\mathfrak {sl}}(2,\mathbb {C} )={\mathfrak {k}}\oplus {\mathfrak {a}}\oplus {\mathfrak {n}}}
mit {\displaystyle {\mathfrak {k}}={\mathfrak {su}}(2),\ {\mathfrak {a}}=\left\{{\begin{pmatrix}\lambda &0\\0&-\lambda \end{pmatrix}}:\lambda \in \mathbb {R} \right\},\ {\mathfrak {n}}=\left\{{\begin{pmatrix}0&n\\0&0\end{pmatrix}}:n\in \mathbb {C} \right\}}.

### Reelle Formen
Die {\displaystyle {\mathfrak {sl}}(2,\mathbb {C} )} hat zwei reelle Formen: ihre kompakte reelle Form ist {\displaystyle {\mathfrak {su}}(2)}, ihre spaltbare reelle Form ist {\displaystyle {\mathfrak {sl}}(2,\mathbb {R} )}.

### Cartan-Unteralgebren
Eine maximale abelsche Unteralgebra ist
{\displaystyle {\mathfrak {h}}_{0}=\left\{{\begin{pmatrix}\lambda &0\\0&-\lambda \end{pmatrix}}:\lambda \in \mathbb {C} \right\}}.
{\displaystyle {\mathfrak {h}}_{0}} ist eine Cartan-Unteralgebra.
Jede Cartan-Unteralgebra {\displaystyle {\mathfrak {h}}\subset {\mathfrak {sl}}(2,\mathbb {C} )} ist zu {\displaystyle {\mathfrak {h}}_{0}} konjugiert, d. h., sie ist von der Form
{\displaystyle {\mathfrak {h}}=g{\mathfrak {h}}_{0}g^{-1}:=\left\{ghg^{-1}:h\in {\mathfrak {h}}_{0}\right\}}
für ein {\displaystyle g\in SL(2,\mathbb {C} )}.

### Wurzelsystem
Das Wurzelsystem zu {\displaystyle {\mathfrak {h}}_{0}} ist
{\displaystyle R=\left\{\alpha _{12}={\begin{pmatrix}1&0\\0&-1\end{pmatrix}},\ \alpha _{21}={\begin{pmatrix}-1&0\\0&1\end{pmatrix}}\right\}}.
Die dualen Wurzeln sind
{\displaystyle \alpha _{12}^{*}{\begin{pmatrix}\lambda &0\\0&-\lambda \end{pmatrix}}=2\lambda ,\ \alpha _{12}^{*}{\begin{pmatrix}\lambda &0\\0&-\lambda \end{pmatrix}}=-2\lambda }.
Die zugehörigen Wurzelräume sind
{\displaystyle {\mathfrak {g}}_{\alpha _{12}}=\mathbb {C} {\begin{pmatrix}0&1\\0&0\end{pmatrix}},\ {\mathfrak {g}}_{\alpha _{21}}=\mathbb {C} {\begin{pmatrix}0&0\\1&0\end{pmatrix}}}.
Die Weyl-Gruppe ist die symmetrische Gruppe {\displaystyle S_{2}}.